# How Hubby Made Good
How Hubby Made Good è un cortometraggio muto del 1910. Il nome del regista non viene riportato nei credit.

## Trama
Il signor Bailey s'inventa la scusa di un lavoro improrogabile che lo aspetta in ufficio per andarsene al club con gli amici, lasciando la moglie a casa. Quest'ultima, però, riceve una telefonata che la mette in sospetto e, furibonda, chiama il club dove Bailey - preso in fallo - chiede aiuto agli amici. Questi hanno la bella pensata di organizzare un finto furto a casa sua: lui dovrà intervenire, salvare la situazione (e la moglie) facendo in questo modo la figura dell'eroe. Detto e fatto. Peccato che in casa Bailey si aggiri un vero ladro che approfitta dell'assenza del padrone di casa per fare un colpo. La signora lo sente muoversi e chiama la polizia: lui, messo in allarme, batte subito in ritirata. Così, quando i poliziotti arrivano, trovano sì i ladri, ma sono quelli falsi, ovvero gli amici di Bailey, presi con le mani nel sacco mentre mettono in atto la burla.

## Produzione
Il film fu prodotto dalla Essanay Film Manufacturing Company.

## Distribuzione
Distribuito dall'Essanay, il film - un cortometraggio di 144 metri - uscì nelle sale cinematografiche degli Stati Uniti il 5 gennaio 1910. Nelle proiezioni, veniva programmato con il sistema dello split reel, accorpato in un'unica bobina con un altro cortometraggio prodotto dall'Essanay, il drammatico The Adventuress diretto da Tom Ricketts.